# Jüdische Gemeinde Brilon
Das Jüdische Leben in Brilon im Hochsauerlandkreis, Nordrhein-Westfalen, lässt sich bis zum 13. Jahrhundert zurückverfolgen. Die Jüdische Gemeinde Brilon bestand vom 17. Jahrhundert bis 1943.

## Geschichte
Erstmals urkundlich erwähnt wurde ein jüdischer Einwohner Brilons 1297, als ein Johannes dictus Judäus medicus (ein Arzt genannt Jude Johannes).

### 17. Jahrhundert
Eine jüdische Gemeinde existierte seit dem 17. Jahrhundert, die Mitglieder waren aus Süd- und Westdeutschland zugezogen. Aufgrund landesherrlicher Privilegien konnten sie als sogenannte Schutzjuden in Brilon leben. Trotz Widerstandes der Einwohner bildeten sich kleine Siedlungen, die aus vergeleiteten Juden, solche die Geleite (Aufenthaltsgenehmigungen), vom Landesherren bekommen hatten, bestanden. Der Landkreis Brilon gehörte zum Herzogtum Westfalen; seit der Verabschiedung der kurkölnischen Judenordnung am 28. Juni 1700 konnte nur ein Geleit für eine Stadt bekommen, wer mindestens 1000 Reichstaler besaß. Für ein Geleit auf dem Land wurde ein Nachweis von 600 Talern verlangt. Das Ausstellen des Geleitbriefes durch die kurfürstliche Behörde kostete 20 Taler.

### 18. Jahrhundert
Die Juden im Herzogtum Westfalen bildeten im 18. Jahrhundert eine Körperschaft unter der Oberaufsicht der Regierung. An ihrer Spitze stand ein besoldeter Vorsteher, der mit drei Helfern die jüdischen Gemeindeangelegenheiten verwaltete. Konkrete Angaben über das Leben der jüdischen Familien in dieser Zeit fehlen, vereinzelt sind antijüdische Vorfälle überliefert. Die Stadt Brilon strengte 1712 einen Prozess an, weil eine Christenmagd ein Judenkind mit ihrer christlichen Milch gestillt habe. Der katholische Pfarrer Bernhard Wiemann versuchte um 1720, ohne Erfolg, einen Juden zu bekehren. Doch hat er Widerstand gefunden bei den eigenen Mitgliedern seiner Gemeinde. Im Jahr 1783 kam es zweimal zu Ausschreitungen gegen Juden. Der Birnbaum eines Juden wurde zu Brennholz für das Gymnasium zerhackt und die Schüler des Gymnasiums zerschlugen gegen eine Belohnung von den Briloner Kaufleuten die Buden von Arnsberger Juden auf dem Briloner Markt und verprügelten die Arnsberger anschließend.

### 19. Jahrhundert

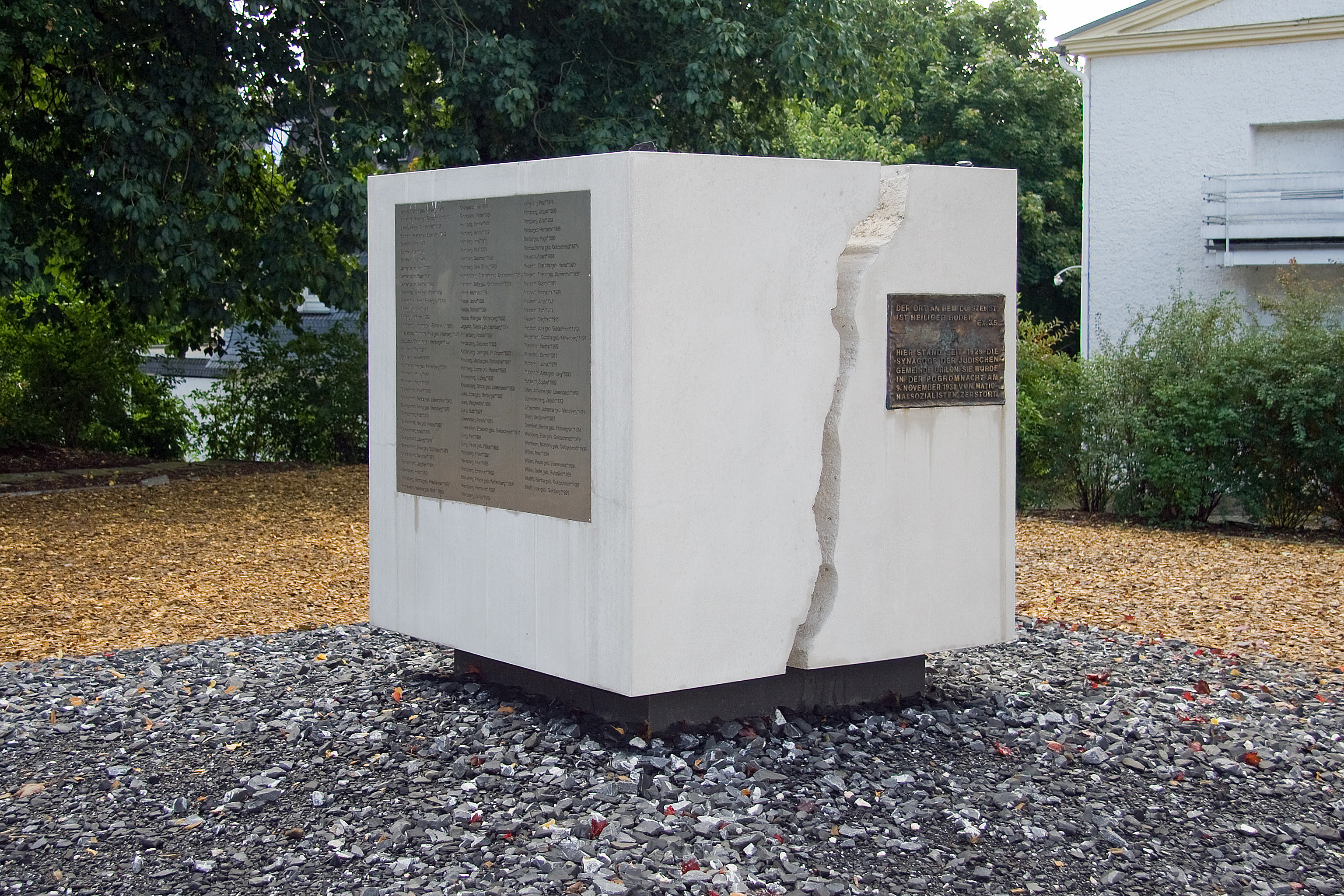
Mahnmal zur Judenverfolgung am Standort der Synagoge. Im Holocaust wurden 103 Juden aus Brilon ermordet.

Es gibt mehrere Dokumente über das Leben jüdischer Familien in Brilon und auch über die alltägliche Feindschaft, die ihnen entgegenschlug. Die Juden führten in Bezug auf Kultur und Religion ein weitgehend abgeschottetes Leben in der Synagogengemeinschaft. Die Gemeinde wurde von einem gewählten Vorstand vertreten, die Frauen hatten kein Wahlrecht. Der Vorstand kümmerte sich um die jüdischen Privatschulen und pflegte die religiösen Sitten und Gebräuche. Angestellte Kultusbeamte der Gemeinde waren der Synagogendiener, ein Vorbeter und der Lehrer. Der Briloner Jude Joseph Abraham Friedländer wurde 1832 im Alter von 80 Jahren als Oberrabbiner der Landjudenschaft des Herzogtums Westfalen eingesetzt.
Während der Franzosenzeit und auch 1815 bei der Gründung der Provinz Westfalen gab es für die Juden des ehemaligen Herzogtums Westfalen keine Verbesserung. Sie waren weiterhin Schutzverwandte. Auch die revidierte Städteordnung von 1837 brachte keine Verbesserung. Im Gegenteil wurde immer wieder versucht, die Rechtsstellung der Juden noch weiter zu verschlechtern. So wurde zum Beispiel den Juden im Regierungsbezirk Arnsberg der Verkauf von Branntwein verboten, obwohl dies an anderen Orten noch erlaubt war. Um die wirtschaftliche Konkurrenz zu reduzieren, bemühten sich die Briloner immer wieder, die Anzahl der jüdischen Familien am Ort zu begrenzen. Der Magistrat wies 1840 auf die städtischen Statuten hin, nach denen im Gefolge der Judenordnung von 1700 der Kurfürst höchstens zehn Judengeleite zugewiesen habe. Der Antrag des Magistrats an das preußische Innenministerium, eine Zuzugsbegrenzung zu erlauben, wurde allerdings abgelehnt. 
Eine große Rolle im gesellschaftlichen Leben der Stadt Brilon spielte der Briloner Schützenverein. Die Statuten des Vereins schlossen die Aufnahme von Juden aus, die somit auch bei der Teilnahme am gesellschaftlichen Leben benachteiligt wurden. Das Gesetz vom 23. Juni 1847 wurde als Verbesserung angesehen. Die jüdischen Gemeinden erhielten eine niedrigere Rechtsstellung als die christlichen, sie wurden aber immerhin von der Regierung als öffentlich-rechtliche Körperschaften anerkannt. 
Als weiterer Fortschritt wurden die Freizügigkeit im Inland und das passive Wahlrecht für die kommunalen Magistrate empfunden. Überwiegend waren die Juden im Konfektionshandel, im Lebensmittelbereich und als Fleischer aktiv, übten aber keine Handwerksberufe aus. Seit Jahrhunderten wurden die Juden als Konkurrenten der Christen von Handwerk und Landwirtschaft ausgeschlossen. Ein zeitgenössischer Bericht sagt: Die Juden pflegten jeden Handelszweig, soweit er gewinnbringend war. ... Im geschäftlichen Leben der Stadt spielten sie immerhin eine Rolle, und zwar durch ihr Geld. ... Ein Handwerk übte kein Jude aus, sie waren insgesamt Handels- und Geschäftsleute. ... Auch Ackerwirtschaft war nicht ihre Sache. Für die meisten Christen blieb die jüdische Kultur unverständlich. 
Über zwei antisemitische Vorfälle wurde vom Sauerländer Anzeiger berichtet. 1877 wurde ein jüdischer Gottesdienst gestört, und 1884 wurden auf dem jüdischen Friedhof fünf Grabsteine zum Teil gänzlich zerstört oder umgeworfen. Um ihren bisher erworbenen bürgerlichen Status zu erhalten und um sich gegen den Antisemitismus zu wehren, gründeten die Briloner Juden einen Verein, der dem Centralverein deutscher Staatsbürger jüdischen Glaubens angehörte. Das Wochenblatt für den Kreis Brilon wurde seit 1842 von Moritz Friedländer herausgegeben und 1851 durch den Sauerländischen Anzeiger abgelöst, der damals einzigen Zeitung am Ort, die auch von Friedländer herausgegeben wurde. Die Auflage betrug 1851 180 Exemplare. Das Erscheinen wurde 1904 eingestellt, der Konkurrenzdruck durch den Centrums-nahen Briloner Anzeiger, der 1893 gegründet wurde, war zu groß geworden.

### 20. Jahrhundert

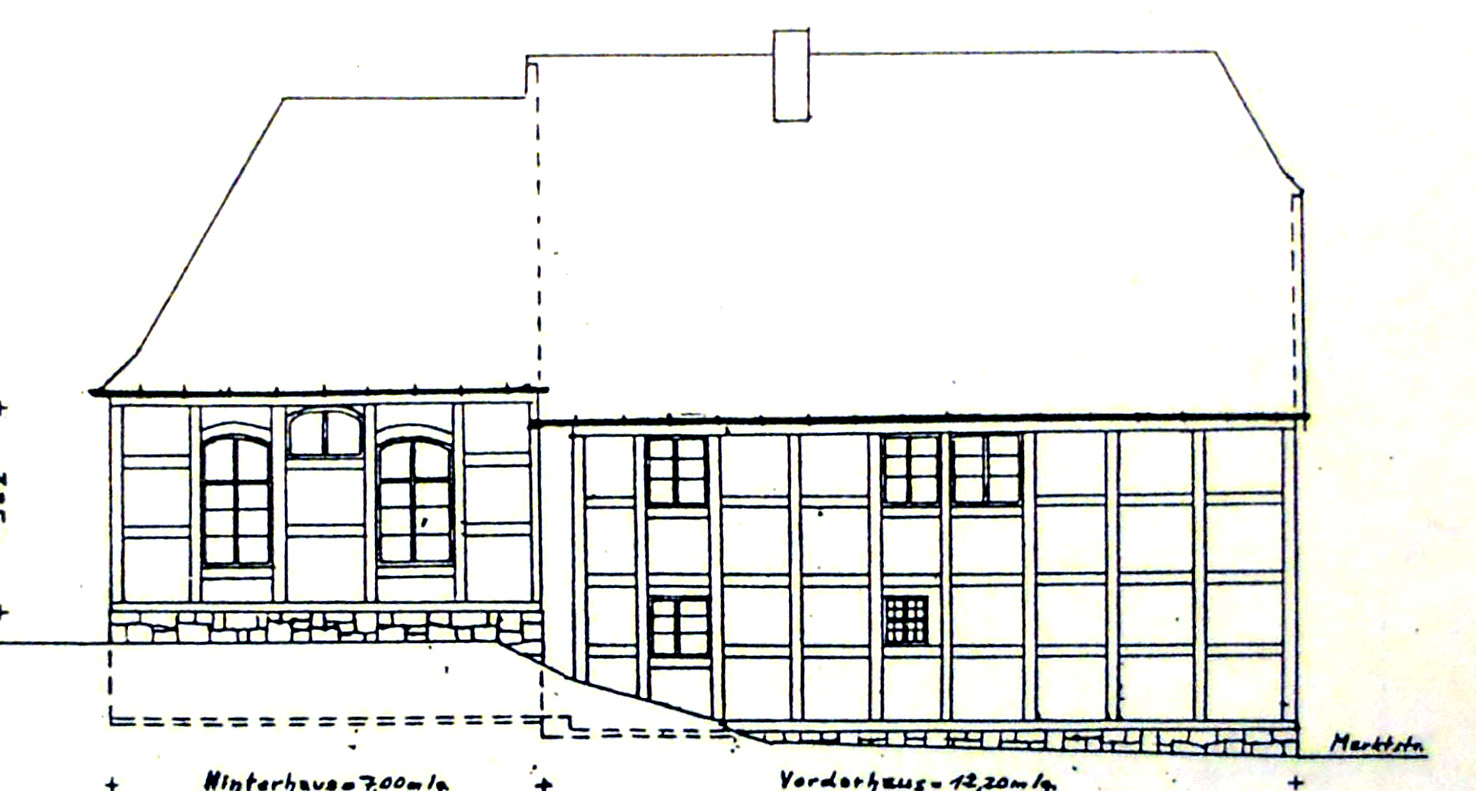
Synagoge von 1910 bis 1929

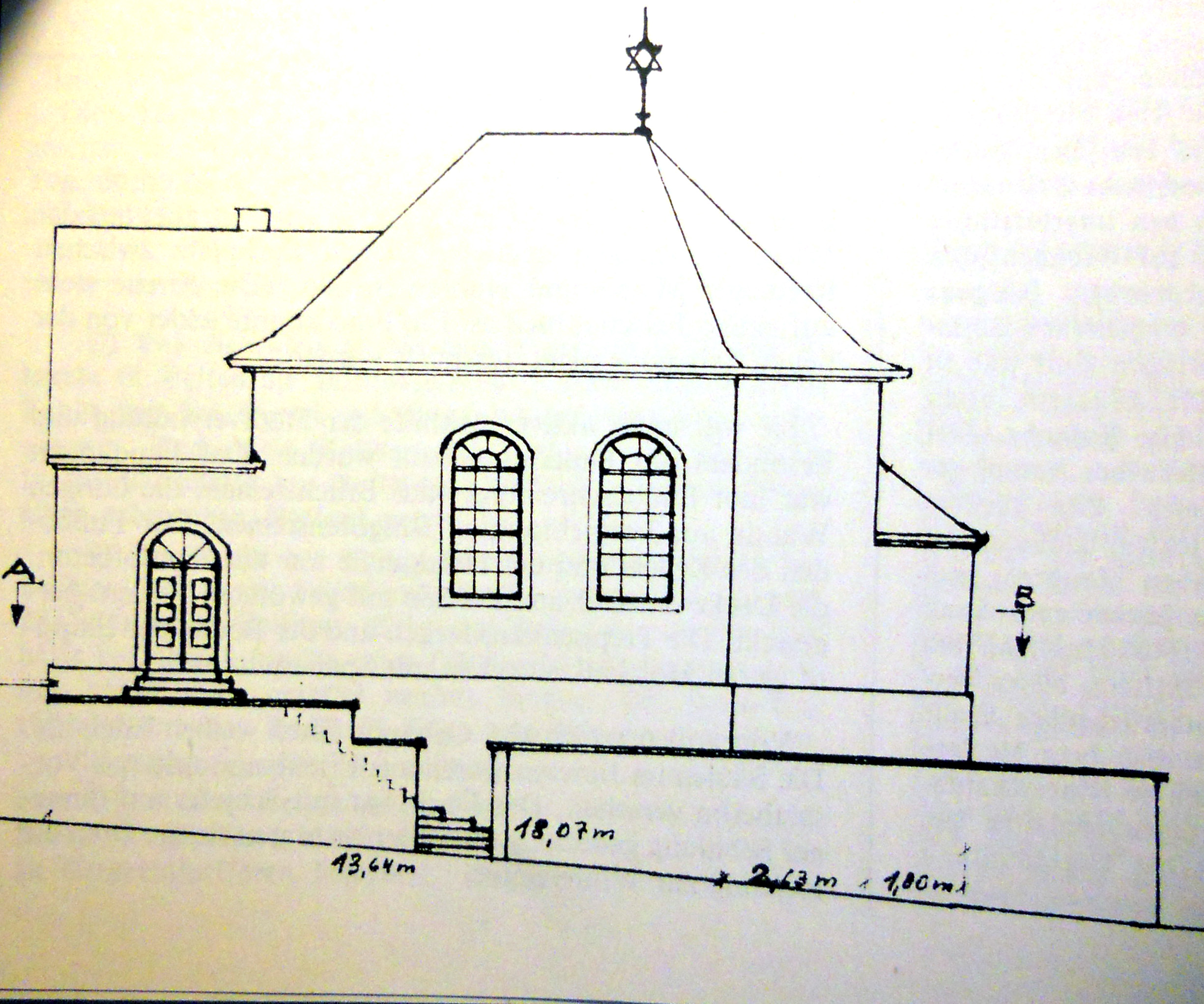
Die in der Pogromnacht verbrannte Synagoge

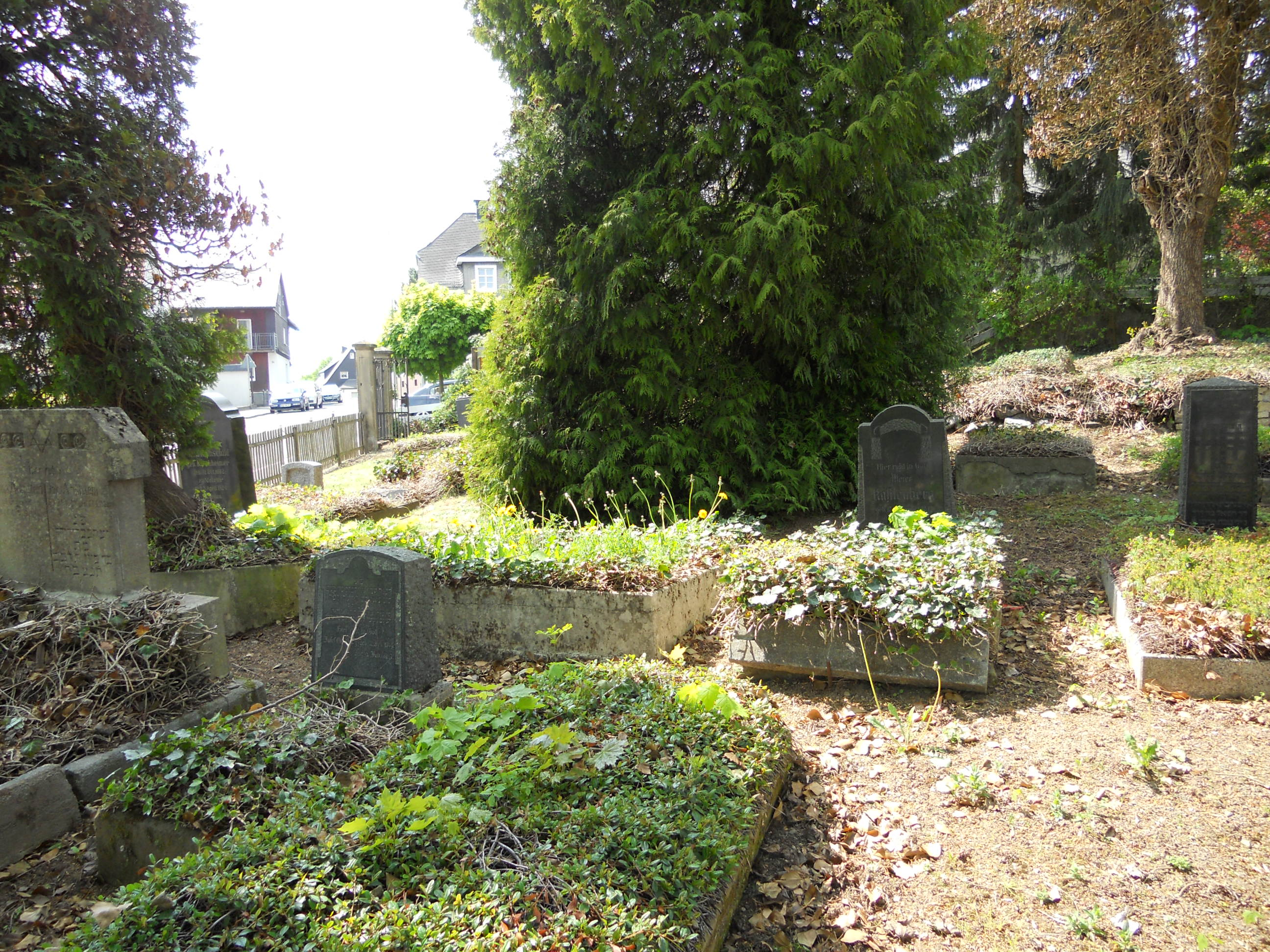
Jüdischer Friedhof (Brilon)

Ende 1927 wurde durch die Parteimitglieder Wagner und Nierfeld eine Ortsgruppe der NSDAP in Brilon gegründet, die 1928 zehn Mitglieder hatte. Bei der Reichstagswahl 1930 kam die NSDAP in Brilon auf 7,3 %, 1932 auf 12,4 %, 1933 auf 24,3 % und 1938 auf 99,5 %. Die NSDAP prägte inzwischen das politische Klima und übernahm die Meinungsführerschaft. Verstärkt traten Männer in SA-Uniformen in Erscheinung und besetzten auch in Uniform die Zuschauerplätze bei den Stadtverordnetensitzungen. Etliche nationalsozialistische Organisationen gründeten Ortsgruppen in Brilon, nach einem Propagandamarsch durch die Stadt wurde im Mai 1933 eine SS-Ortsgruppe gegründet.
Unmittelbar nach der Ernennung Adolf Hitlers zum Reichskanzler wurde verstärkt antijüdische Hetze verbreitet. Am 28. Februar 1933 wurde die Verordnung zum Schutz von Volk und Staat erlassen und so die Grundrechte der Weimarer Verfassung aufgehoben. Im März 1933 erging ein Aufruf der Parteileitung an alle NSDAP-Untergliederungen, sofort Aktionskomitees zur praktischen, planmäßigen Durchführung des Boykotts jüdischer Geschäfte, jüdischer Waren, jüdischer Rechtsanwälte und jüdischer Ärzte zu gründen. Der Bevölkerung sollte klargemacht werden: Kein Deutscher kauft mehr bei Juden. Auf dem Briloner Marktplatz wurden Boykottschilder aufgestellt und verblieben dort. Dr. Hans Rothschild, ein Briloner Jude, fotografierte eines dieser Schilder und wurde daraufhin verhaftet.
Am 28. März 1933 schlossen Angehörige der NSDAP die jüdischen Geschäfte für einen Tag. Der Propagandawart für den Kreis Brilon erließ im August 1933 eine letzte Mahnung, nicht mehr in jüdischen Geschäften einzukaufen. Pensionsbesitzern wurde in einem Schreiben mitgeteilt: Wir weisen die Besitzer darauf hin, das<--sic! oder dass/daß--> es ihre eigene Schuld ist, wenn nationalsozialistische Männer die Häuser und Veranden meiden, wo sich jüdische Frauen und Männer breit machen. Auch Besitzer von Gaststätten, Bädern usw. wurden mit Boykott bedroht, falls sie Juden den Zutritt gestatteten. Im September 1933 veröffentlichte die Sauerländer Zeitung ein Schild eines deutschen Geschäftes, das nur an Mitglieder einer nationalsozialistischen Vereinigung ausgegeben wurde; alle Parteimitglieder sollten nur noch in solchen Geschäften kaufen. Den jüdischen Fell-, Häute- und Viehhändlern wurde 1937 in Brilon das Gewerbe untersagt.
Am 26. April 1938 erfolgte die Verordnung über die Anmeldung des Vermögens von Juden. Die Lebensmöglichkeiten wurden damit noch weiter eingeschränkt und die spätere Enteignung wurde vorbereitet. In der Reichspogromnacht ging die Briloner Synagoge in Flammen auf. Nach der Pogromnacht wurden 15 jüdische Männer in Brilon verhaftet, 11 davon wurden in das Konzentrationslager Sachsenhausen gebracht, die anderen vier wurden nach einiger Zeit aus der Haft entlassen.
Um ihre Flucht in das Ausland zu finanzieren, verkauften etliche Juden ihre Häuser und Geschäfte. Die Preise durften den Einheitswert nicht überschreiten, sonst wurde der Verkauf nicht genehmigt. Der Regierungspräsident wies den Landrat in Brilon an, bei der Preisbildung und Preisüberwachung des Verkaufs von jüdischem Grundbesitz im engsten Einvernehmen mit den örtlichen Parteidienststellen zu handeln. Für den Fall eines erheblichen Unterschiedes zwischen dem Kaufpreis und dem Verkehrswert eines Betriebes für einen neuen arischen Besitzer war eine Ausgleichsabgabe an das Deutsche Reich vorgesehen. Dort war vorgeschrieben, dass Entjudungsgewinne im Allgemeinen mit 70 % des Mehrwertes (Unterschied zwischen Kaufpreis und Verkehrswert) angesetzt werden. Nur in den seltensten Fällen konnten die jüdischen Verkäufer einen angemessenen Kaufpreis erhalten. Beim Verkauf des Grundstücks, auf dem die Synagoge gestanden hatte, an die Stadt Brilon wurde schriftlich vermerkt, dass der Kaufpreis von 1.665 Reichsmark nicht bezahlt wurde. Insgesamt wurden in Brilon nach der Einführung der Genehmigungspflicht 36 Grundstücksverkäufe getätigt.
Ende 1938 wurden die jüdischen Kinder vom allgemeinen Schulbesuch ausgeschlossen. Im April 1939 wurde das Gesetz über Mietverhältnisse mit Juden erlassen. Jüdische Mieter mussten nun ihre Wohnungen verlassen und wurden in Judenhäusern an der Königstraße und an der Mariengasse von der restlichen Bevölkerung abgesondert. Diese Häuser wurden 1942 wieder geräumt, um Kriegerwitwen darin unterzubringen. Alle Juden wurden in einem Wohnhaus an der Friedrichstraße untergebracht. Nach dem Einspruch der arischen Hausbesitzerin wurde dann in ein anderes Haus an der Königstraße umquartiert. Elf jüdische Männer wurden in verschiedenen Briloner Betrieben zur Zwangsarbeit verpflichtet, die Arbeitszeit betrug bis zu zwölf Stunden; voller Lohn – vereinbart waren 120 RM pro Monat – wurde nicht immer gezahlt. Zwei Zwangsarbeiter verunglückten 1943 tödlich. Auch auswärtige Zwangsarbeiter waren in Brilon. Von 1944 bis März 1945 wurde im Bereich Pulvermühle ein Lager unterhalten, von dem aus die Zwangsarbeiter zum Holzeinschlag für Vergasertankholz für Militärfahrzeuge getrieben wurden.
Anweisungen zur Deportation von Briloner Juden ergingen im März 1942. Die jüdische Kulturvereinigung Brilon wurde zur Mithilfe bei den Vorbereitungen zum Abtransport gezwungen. Es wurde auch genau geregelt, wie das Vermögen und der hinterlassene Wohnraum der Juden sicherzustellen waren. Elf Briloner Juden wurden im April 1942 nach Zamosc deportiert, Überlebende dieses Transportes sind nicht bekannt. Die nächste Deportation erfolgte im Juli 1942 und dann noch eine im März 1943, bei der 15 Personen in das Vernichtungslager Auschwitz deportiert wurden. Im Mai 1943 wurden fünf verbliebene Briloner Juden in das KZ Theresienstadt verbracht.
Am 16. Juni 1933 lebten 75 Juden in Brilon, am 8. Mai 1945 keiner mehr. Insgesamt verloren während der Zeit des Naziterrors 103 Juden das Leben.

### 21. Jahrhundert
Auf Wunsch des Jugendparlaments von Brilon sollen 120 Stolpersteine an die Verfolgung im Nationalsozialismus erinnern. In einer Broschüre wurden 22 Wohnorte dokumentiert.